# هاينريش شوتز
هاينريش شوتز بالإنجليزية Heinrich Schütz (و. 18 يناير 1585 – ت. 6 نوفمبر 1672) مؤلف موسيقي ألماني وعازف أرغن.
كان هاينريش شوتز أعظم مؤلف موسيقي ألماني قبل يوهان سباستيان باخ وهي مكانة تتعلق كثيرا بالأربع سنوات التي قضاها في البندقية يجمع الأسلوب الكورالي المتعدد لجيوفاني جابرييلي. أعاد شوتز هذا الأسلوب الدرامي لألمانيا، حيث طبقه على نصوص الكنيسة اللوثرية لينتج بعض أقوى وأكثر موسيقى متدينة في القرن السابع عشر.

## حياته
ولد شوتز في كوستريتز في ساكسونيا في أسرة من الموظفين القانونيين. بدأ دراسة القانون في جامعة ماربرج سننة 1608 لكنه لاقى التشجيع ليحول انتباهه إلى الموسيقى خلال لاندغراف هيس، الذي أشرف على دراسته في البندقية. عاد شوتز عام 1612 وصار عازف أرغن في إبرشية اللاندجراف في كاسيل قبل ان يستولى عليها ناخب ساكسونيا الأقوى لكن الأقل تعاطفا في درسدن. تعين رسميا قائد الفرقة الموسيقية عام 1618 لدى الناخب وهو نفس العام الذي اندلعت فيه حرب الثلاثين العام وهو صراع ديني دمر شمالي أوروبا.
عام 1628 عاد شوتز للبندقية لتدريب الموسيقيين الجدد في درسدن وللتعرف مباشرة على الأسلوب الجديد لمونتفردي. للهروب من الحرب أكثر التي أضعفت بحدة من القوى الموسيقية في درسدن طلب شوتز إذنا ممتدا بالغياب وبين 1633 و35 كان في كوبنهاغن يعيد تنظيم إبرشية البلاط هناك. بالعودة لدرسدن أصبحت مهامه في البلاط مجهدة أكثر لكن الناخب لم يكن مستعدا ليحيله للمعاش وقضى شوتز معظم وقته يطالب بالأموال ليدفع أجر القليل من الموسيقيين الباقين في البلاط. اخيرا تقاعد حين كان في سن 72 إلى منزل أخته في فيزنفيل حيث قضى سنواته الأخيرة. احيانا كان يؤلف لكن في الغالب يدرس ويقرأ الإنجيل.
أثناء المشوار الفني الطويل الذي قضاه شوتز في التأليف تعرض مشواره لبعض التغيرات الجذرية بما فيها تحول من الأعمال الكورالية الخالدة مثل «مزامير داوود» 1619 إلى الأسلوب المادريجالي الصميم في «الأغاني المقدسة» 1625. مع ذلك يوجد نبرة ملحة ذات جدية تمر خلال إنتاجه الديني الاستثنائي تضبطها الكثير من اللحظات الدرامية والتعبيرية.

## من أشهر أعماله
- الموسيقى الجنائزية (هاينريش شوتز)
- حكاية ميلاد المسيح (شوتز)
- كتاب المادريجال (شوتز)

## وصلات خارجية
- هاينريش شوتز على موقع IMDb (الإنجليزية)
- هاينريش شوتز على موقع الموسوعة البريطانية (الإنجليزية)
- هاينريش شوتز على موقع ميوزك برينز (الإنجليزية)
- هاينريش شوتز على موقع أول ميوزيك (الإنجليزية)
- هاينريش شوتز على موقع ديسكوغز (الإنجليزية)

1. ↑  George J. Buelow, ed. (1993), The Late Baroque Era: From the 1680s to 1740 (بالإنجليزية), p. 217, QID:Q89758010
2. ↑  Spitta (1891). "Schütz, Heinrich". Allgemeine Deutsche Biographie, 33. Band (بالألمانية). 33: 753–779. QID:Q24036928.
3. ↑  аноним (1900-е годы). "Шютц". Музыкальный словарь Римана, 1901–1904 (بالروسية). 3: 1467–1468. QID:Q27770337. {{استشهاد بدورية محكمة}}: تحقق من التاريخ في: |publication-date= (help)
4. ↑  MusicBrainz (بالإنجليزية), MetaBrainz Foundation, QID:Q14005
5. 1 2  The Rough Guide to Classical Music by Joe Staines